# Кисман (Колорадо)
Кисман (енгл. Crisman) насељено је место без административног статуса у америчкој савезној држави Колорадо.

## Демографија
По попису из 2010. године број становника је 186.
| Група             | 2000.    | 2010.       |
| Белци             | 0 (0,0%) | 176 (94,6%) |
| Афроамериканци    | 0 (0,0%) | 0 (0,0%)    |
| Азијати           | 0 (0,0%) | 2 (1,1%)    |
| Хиспаноамериканци | 0 (0,0%) | 8 (4,3%)    |
| Укупно            | 0        | 186         |